# Alcalde de Samborondón
El alcalde de Samborondón es la máxima autoridad política y administrativa del Cantón Samborondón, en la Provincia del Guayas. Es la cabeza del cabildo y representante del municipio seccional de acuerdo al Código Orgánico de Organización Territorial, Autonomía y Descentralización de Ecuador.
El personero que ostenta este cargo es electo por votación popular para un período de cuatro años, y es la cabeza del Concejo Cantonal de Samborondón. El alcalde electo para el período 2023 - 2027 es Juan José Yúnez.
El poder ejecutivo de la ciudad es desempeñado por un ciudadano con título de Alcalde del Cantón Samborondón, el cual es elegido por sufragio directo en una sola vuelta electoral sin fórmulas o binomios en las elecciones municipales. El vicealcalde no es elegido de la misma manera, ya que una vez instalado el Concejo Cantonal se elegirá entre los ediles un encargado para aquel cargo. El alcalde y el vicealcalde duran cuatro años en sus funciones, y en el caso del alcalde, tiene la opción de reelección inmediata o sucesiva. El alcalde es el máximo representante de la municipalidad y tiene voto dirimente en el concejo cantonal, mientras que el vicealcalde realiza las funciones del alcalde de modo suplente mientras no pueda ejercer sus funciones el alcalde titular.
El alcalde cuenta con su propio gabinete de administración municipal mediante múltiples direcciones de nivel de asesoría, de apoyo y operativo. Los encargados de aquellas direcciones municipales son designados por el propio alcalde.

## Historia
En la época colonial,  Samborondón, se regía por un presidente.
El actual alcalde de  Samborondón es Juan José Yúnez, quien ocupa el cargo desde mayo del 2019, tras las elecciones seccionales, en las cuales se le proclamó triunfador como candidato por la alianza Partido Social Cristiano - Madera de Guerrero. En 2023 se postuló para una reelección, ganando la misma con 64% de los votos.